# Прейвенг
Прейвенг (кхмер. ខេត្តព្រៃវែង) — провінція в південно-східній частині Камбоджі.

## Географія
Прейвенг межує з провінціями Кампонгтям (на півночі), Кандаль (на заході), Свайрієнг (на сході), а також із В'єтнамом (на півдні). Назва провінції означає буквально «довгий ліс», утім останні значні лісові масиви з території провінції зникли наприкінці XX століття, звільнивши місце під сільськогосподарські угіддя. Східний берег Меконгу є густонаселеним сільськогосподарським регіоном. Сільгоспугіддя займають 63,49 % від території провінції; населені пункти — 9,12 %, а ліси — всього 3,99 %. 22,18 % займають інші землі та внутрішні води.

## Демографія
Динаміка чисельності населення провінції за роками:
| 1981    | 1998    | 2008    | 2013    |
| ------- | ------- | ------- | ------- |
| 672 000 | 946 042 | 947 372 | 932 579 |

## Адміністративний поділ
В адміністративному сенсі провінція поділяється на 12 округів, які, у свою чергу, поділяються на 116 комун і 1139 сіл.
| Код  | Назва          | Оригінал |
| ---- | -------------- | -------- |
| 1401 | Бапхнум        | បាភ្ន      |
| 1402 | Камчаймеар     | កំចាយមារ    |
| 1403 | Кампонгтрабаек | កំពង់ត្របែក  |
| 1404 | Канхчрієх      | កញ្ច្រៀច    |
| 1405 | Месанг         | មេសាង      |
| 1406 | Пеамхор        | ពាមជរ     |
| 1407 | Пеамро         | ពាមរ      |
| 1408 | Пеареанг       | ពារាំង      |
| 1409 | Прахсдах       | ព្រះស្ដេច    |
| 1410 | Прейвенг       | ព្រៃវែង     |
| 1411 | Кампонглеав    | កំពង់លាវ    |
| 1412 | Сітхоркандал   | ស៊ីធរកណ្ដាល  |

## Економіка
Економіка Прейвенгу базується на сільському господарстві та рибальстві. Основою сільського господарства є вирощування рису. Серед інших культур, що вирощуються в провінції, є: тютюн, боби мунг, цукрова тростина, маніок, кунжут, кокоси, манго, кеш'ю тощо.